# Agada mirei
Agada mirei é uma espécie de coleóptero da tribo Callidiini (Cerambycinae), com distribuição apenas nos Camarões.